# دیو اسمیت (بازیکن فوتبال، زاده ۱۹۴۳)
دیو اسمیت (انگلیسی: Dave Smith؛ زادهٔ ۱۴ نوامبر ۱۹۴۳) بازیکن فوتبال اهل بریتانیا است.
از باشگاه‌هایی که در آن بازی کرده‌است می‌توان به باشگاه فوتبال آبردین، باشگاه فوتبال رنجرز و باشگاه فوتبال همیلتون آکادمیکال اشاره کرد.
وی همچنین در تیم ملی فوتبال اسکاتلند بازی کرده‌است.